# Casa Maristany
La Casa Maristany és una obra de Vilanova i la Geltrú (Garraf) protegida com a Bé Cultural d'Interès Local.

## Descripció
Es tracta d'un edifici entre mitgeres fent cantonada ocupant un extrem de mansana, amb pati posterior i destinat a habitatge unifamiliar.
L'immoble és de planta irregular compost d'un cos entre mitgeres de planta baixa i tres pisos i un segon cos de planta baixa fent cantonada.
Hi ha cobertes inclinades i terrats. El cos lateral té arcs de mig punt, columnes dòriques i barana de balustres amb coberta de barbacana d'embigat de fusta.
Les parets exteriors són de paredat comú i totxo.
La façana principal es compon segons cinc eixos verticals amb portals d'arc rebaixat a la planta baixa, balcons d'obertura amb llinda de volada ampla decreixent i finestres amb llinda les plantes pis. La façana lateral presenta finestres amb llinda i galeries d'arcades de mig punt. El coronament consta d cornisa, tortugada i barbacana.